# Godred Sigtryggsson
Godred Sigtryggsson roi de l’Ile de Man mort vers 1070. Roi de l'île de Man avant 1066.
Godred Sigtryggsson est uniquement connu par les Chroniques de Man qui indiquent qu’il était le roi de Man qui accueillit avec honneur  Godred Crovan l’un des survivants de la Bataille de Stamford Bridge en  1066.
Ce même document précise que « Godredus filius Sytric rex Manniae » mourut l’année de l’union du roi Malcolm III d'Écosse et de Sainte Marguerite d'Écosse soit  en 1070 et qu’il eut comme successeur son fils Fingall.
Ces informations ne sont pas cohérentes avec les Chroniques d'Irlande qui indiquent que l’Ile de Man était depuis l’éviction de mac Ragnaill par Murchad mac Diarmata une dépendance du royaume de Dublin lui-même contrôlé par les rois irlandais de Leinster.
Pour résoudre cette contradiction on  présente Godred Sigtryggsson, soit comme un roi subordonné aux Irlandais ou un prétendant scandinave en opposition à l’hégémonie du Leinster. D’autres historiens comme Jean Renaud, estiment malgré la différence de patronyme que Godred mac Sitriuc doit être identifié avec  Godfraid mac Amlaib roi de Dublin mort en 1075.